# Challenger de Quito
El Challenger de Quito es un torneo profesional de tenis perteneciente al ATP Challenger Tour. Se juega desde el año 1995  sobre superficie de tierra batida, en Quito, Ecuador. Hasta el año 2009 llevó el nombre de Club Premium Open, en las ediciones de 2010 y 2011 el de Cerveza Club Premium Open y en las ediciones de 2012 y 2013 el de Quito Challenger.
En agosto de 2017, luego de tres años y bajo una nueva organización, se volvió a disputar el torneo en el Club Rancho San Francisco con el nombre de Challenger en los Andes - Quito, contando como patrocinador principal a Produbanco - Grupo Promérica.
Este torneo no debe ser confundido con el Quito Open, torneo que se lo disputa en el mes de febrero en el Club Jacarandá y perteneciente a la categoría ATP 250 del circuito ATP World Tour.

## Palmarés

### Individuales
| Año       | Campeón           | Finalista               | Resultado           |
| --------- | ----------------- | ----------------------- | ------------------- |
| 2021      | Facundo Mena      | Gonzalo Lama            | 6–4, 6–4            |
| 2018-2020 | No celebrado      | No celebrado            | No celebrado        |
| 2017      | Nicolás Jarry     | Gerald Melzer           | 6–3, 6–2            |
| 2015-2016 | No celebrado      | No celebrado            | No celebrado        |
| 2014      | Horacio Zeballos  | Nicolás Jarry           | 6–4, 7–6(11-9)      |
| 2013      | Victor Estrella   | Marco Trungelliti       | 2-6, 6–4, 6–4       |
| 2012      | João Souza        | Guillaume Rufin         | 6–2, 7–64           |
| 2011      | Sebastián Decoud  | Daniel Muñoz-de la Nava | 6–3, 7–6(3)         |
| 2010      | Giovanni Lapentti | João Souza              | 2–6, 6–3, 6–4       |
| 2009      | Carlos Salamanca  | Sebastián Decoud        | 7–6(4), 6–7(5), 6–4 |
| 2008      | Giovanni Lapentti | Riccardo Ghedin         | 6–4, 6–4            |
| 2007      | Santiago Giraldo  | Giovanni Lapentti       | 7–6, 6–4            |
| 2006      | Chris Guccione    | Guillermo Cañas         | 6–3, 7–6            |
| 2005      | Thiago Alves      | Marcos Daniel           | 1–6, 7–6, 6–2       |
| 2004      | Giovanni Lapentti | Răzvan Sabău            | 6–4, 6–3            |
| 2003      | Giovanni Lapentti | Ricardo Mello           | 6–3, 6–7, 6–3       |
| 2002      | Dick Norman       | Giovanni Lapentti       | 6–4, 6–3            |
| 2001      | Hugo Armando      | Luis Morejón            | 6–7, 6–3, 7–6       |
| 2000      | Hugo Armando      | Patricio Arquez         | 6–3, 6–4            |
| 1999      | Nicolás Massú     | Luis Morejón            | 6–2, 3–6, 6–3       |
| 1998      | Nicolás Massú     | Mariano Sánchez         | 3–6, 6–3, 6–0       |
| 1997      | Mariano Puerta    | Ramón Delgado           | 6–1, 7–5            |
| 1996      | Pablo Campana     | Luis Morejón            | 6–3, 6–2            |
| 1995      | Luis Morejón      | Jérôme Golmard          | 6–4, 5–6 ret.       |

### Dobles
| Año       | Campeones                                 | Finalistas                                      | Resultado              |
| --------- | ----------------------------------------- | ----------------------------------------------- | ---------------------- |
| 2021      | Alejandro Gómez Thiago Agustín Tirante    | Adrián Menéndez Maceiras Mario Vilella Martínez | 7–5, 6–75, [10–8]      |
| 2018-2020 | No celebrado                              | No celebrado                                    | No celebrado           |
| 2017      | Marcelo Arévalo Miguel Ángel Reyes-Varela | Nicolás Jarry Roberto Quiroz                    | 4–6, 6–4, [10–7]       |
| 2015-2016 | No celebrado                              | No celebrado                                    | No celebrado           |
| 2014      | Marcelo Demoliner João Souza              | Duilio Beretta Martín Cuevas                    | 6–4, 6–4               |
| 2013      | Kevin King Juan Carlos Spir               | Christopher Díaz-Figueroa Carlos Salamanca      | 7–5, 6–7(9-11), [11–9] |
| 2012      | Juan Sebastián Cabal Carlos Salamanca     | Marcelo Demoliner João Souza                    | 7–67, 7–64             |
| 2011      | Juan Sebastián Gómez Maciek Sykut         | Andre Begemann Izak van der Merwe               | 3–6, 7–5, [10–8]       |
| 2010      | Daniel Garza Eric Nunez                   | Alejandro González Carlos Salamanca             | 7–5, 6–4               |
| 2009      | Santiago González Travis Rettenmaier      | Michael Quintero Fernando Vicente               | 1–6, 6–3, [10–3]       |
| 2008      | Hugo Armando Leonardo Mayer               | Ricardo Mello Caio Zampieri                     | 7–5, 6–2               |
| 2007      | Brian Dabul Marcos Daniel                 | Hugo Armando Ricardo Mello                      | 4–6, 7–5, [10–7]       |
| 2006      | Rogério Dutra da Silva Marcelo Melo       | Pablo Cuevas Horacio Zeballos                   | 6–3, 6–4               |
| 2005      | Hugo Armando Glenn Weiner                 | Paul Capdeville Adrián García                   | 6–3, 6–1               |
| 2004      | Santiago González Alejandro Hernández     | Łukasz Kubot Frank Moser                        | 2–6, 6–2, 6–4          |
| 2003      | Ricardo Mello Alexandre Simoni            | Hugo Armando Ricardo Schlachter                 | 6–3, 6–4               |
| 2002      | Hugo Armando Kepler Orellana              | Eduardo Bohrer Ronaldo Carvalho                 | 6–2, 6–4               |
| 2001      | Ricardo Schlachter Rogier Wassen          | Hugo Armando Diego del Río                      | 6–7, 6–4, 7–6          |
| 2000      | Francisco Costa Irakli Labadze            | Eric Nunez Martin Stringari                     | 6–2, 7–6               |
| 1999      | Paulo Taicher Andrés Zingman              | Óscar Ortiz Marco Osorio                        | 7–5, 4–6, 7–5          |
| 1998      | Adriano Ferreira Óscar Ortiz              | Kepler Orellana Jimy Szymanski                  | 6–3, 6–4               |
| 1997      | Bernardo Martínez Marco Osorio            | Ramón Delgado Martín García                     | 6–4, 6–4               |
| 1996      | Pablo Campana Nicolás Lapentti            | Nicola Bruno Mosé Navarra                       | 6–4, 6–4               |
| 1995      | Iván Baron Ian Williams                   | Pablo Campana Nicolás Lapentti                  | 6–3, 3–6, 6–3          |